# Lupa Roma Football Club
La Lupa Roma Football Club S.r.l., meglio nota come Lupa Roma, è stata una società calcistica italiana.
Fondata nel 1974 a Frascati, portò la denominazione LVPA Frascati (acronimo di "Ludentes vivendi perdiscimus artem") fino al 12 giugno 2017, giorno in cui avvenne il trasferimento di sede legale a Roma, nel quartiere periferico di Axa, con relativo cambio di ragione sociale. Nel 2018 la sede fu ulteriormente spostata a Tivoli, per poi tornare nuovamente nella capitale, nel quartiere di San Basilio. 
Dopo aver militato dal 1978 al 1980 in Serie C2, dal 2014 al 2017 ha vissuto i maggiori successi della propria storia, arrivando a giocare in Lega Pro, terza divisione calcistica italiana, dal 2014 al 2017; come miglior risultato ottenne un dodicesimo posto. Risultò quindi essere il terzo club professionistico della capitale d'Italia dopo le due società di Serie A, Lazio e Roma. Entrata successivamente in crisi, nel 2019 rinunciò ad iscriversi all'Eccellenza e cessò l'attività. Negli anni successivi, il nome "LVPA Frascati" è stato reimpiegato da altri club, del tutto distinti dalle gestioni precedenti.
I colori sociali erano il giallo, il rosso, il bianco e il celeste. 

## Storia

### Dalla fondazione all'approdo in Serie C2

Una formazione 1971-1972 dell'OMI Roma, squadra che, fondendosi poi nel 1974 con il Frascati, darà vita alla Lupa.

La Lupa Roma fa risalire le proprie origini all'incontro di due realtà calcistiche del Lazio, che decidono di unire i propri mezzi e le proprie risorse allo scopo di costituire un sodalizio competitivo sportivamente e solido economicamente. In tal modo, dalla fusione tra l'Associazione Sportiva Frascati militante in Prima Categoria e la OMI Roma proveniente dalla Serie D, nell'estate del 1974 nacque l'Associazione Sportiva Lupa Frascati, ufficialmente "L.V.P.A." (dal latino Ludentes Vivendi Perdiscimus Artem) che adottò Frascati come sede e debuttò in Serie D grazie al titolo sportivo della OMI.
La prima stagione del neonato sodalizio non fu particolarmente felice, dato che retrocesse in Promozione Laziale; tuttavia, nel giro di quattro anni (stagione 1978-79) il club si ritrovò in Serie C2.

### Il ritorno nei dilettanti
Piazzatosi dapprima quinto, poi nella stagione successiva al penultimo posto, il club retrocesso cedette il proprio titolo sportivo di Serie D alla Romulea, ed a Frascati nel 1980 sorse nel frattempo la Polisportiva SIRS Frascati militante nella Promozione Laziale, a seguito dello spostamento del titolo della SIRS Ciampino il cui presidente era Giorgio Sale, che divenne consequenzialmente primo dirigente del nuovo club frascatese. Ma l'esperienza non diede buoni risultati, ed una volta retrocessa in Prima Categoria la squadra venne acquistata da nuovi soci, e nel 1984 mutò il nome in Associazione Calcio Lupa Frascati.
Dopo vari anni di alternanza tra Prima Categoria, Seconda Categoria e Promozione, la squadra ottenne un secondo posto nel girone D della Promozione Lazio 1996-1997, guadagnandosi un posto in Eccellenza Lazio, dove resterà sino al 2002-03, stagione in cui concluse il campionato al primo posto e venne ammessa al torneo di Serie D. In tale stagione la società effettuò una fusione con un altro club locale, la Gioc: in tale circostanza, la dirigenza della Lupa continuò a gestire la prima squadra, mentre alla Gioc spettò di amministrare il settore giovanile: il sodalizio prese il nome di A.S.D. Frascati Lupa Gioc e tale nome durò due anni: infatti una volta retrocessa in Eccellenza nella stagione seguente, optò di mutare denominazione nel 2004 in A.S.D. Frascati Calcio, e decise anche di restare in Serie D: acquistò infatti il titolo sportivo della Cisco Calcio di Roma.
Dopo alcuni anni, nel 2005-06 giunta ultima nel girone F di Serie D, la società di Frascati passò nelle mani di una cordata capeggiata da Giancarlo Romani, e dal 2006-07 mutò denominazione in A.S.D. Lupa Frascati. Nel torneo di Eccellenza Lazio 2010-2011 perse lo spareggio per il primo posto con il Sora, e così fu costretta a disputare i play-off promozione, che però perse in finale col Sansovino (3-4 e 2-2).

### Il cambio di denominazione e la Lega Pro
Nell'estate del 2011 la società passò ad Alberto Cerrai, che divenne il nuovo presidente. Con la nuova gestione la squadra ottenne la promozione in Serie D già nella sua prima stagione, e il sesto posto nel girone G di Serie D nella stagione successiva. Al termine del campionato il club venne traslocato da Frascati all'Axa, quartiere periferico di Roma, cambiando anche denominazione da A.S.D. Lupa Frascati a A.S.D. Lupa Roma. Nel frattempo, a Frascati, per colmare il vuoto calcistico lasciato dalla Lupa Frascati viene fondata una nuova squadra, la Lupa Castelli Romani, più tardi nota come Racing Roma, che si iscriverà in Eccellenza. Nel torneo di Serie D 2013-2014 la squadra vinse il girone G ottenendo la promozione in Lega Pro. Raggiunto il professionismo, la società ha eliminato la sigla "A.S.D." (Associazione Sportiva Dilettantistica) dalla propria denominazione, diventando Lupa Roma Football Club srl. Dal campionato 2014-2015, per via dei requisiti richiesti dalla Lega Pro, la squadra trasloca allo Stadio Quinto Ricci di Aprilia.
Roma quindi diventa l'unica città in Italia ad avere 3 squadre nel professionismo (primato l'anno prima della città di Verona con Hellas, Chievo e Virtus) e addirittura nel 2016-2017, assieme alla Racing Roma, diverranno quattro nei primi tre livelli.

### Il declino e lo scioglimento
Nel campionato 2016-2017 dopo la retrocessione dell'anno precedente viene ripescata e si trasferisce a Tivoli ma il risultato del campo la ritroverà ancora retrocessa senza poter sfruttare un nuovo ripescaggio e quindi ritorna in Serie D nella stagione 2017-2018, ritrasferendosi a Roma. Per la prima stagione la squadra conclude il campionato in ottava posizione ma il campionato successivo si rivela deludente per la Lupa Roma guidata dall'ex calciatore Marco Amelia che retrocede in Eccellenza dopo aver chiuso il girone G al penultimo posto.
Nel luglio del 2019 la società annuncia il ritiro dall'attività agonistica di tutte le sue rappresentative, dai dilettanti fino alle giovanili.

### Le sorti del calcio a Frascati
Nel 2017 la fusione di alcuni club dilettantistici dà luogo all'A.S.D. Frascati, che nel 2018 muta denominazione in Lupa Frascati, evocando così una parziale continuità con l'eredità storica originaria della LVPA, risalente al 1974.
Dopo essere arrivata fino in Serie D, nell'agosto 2023 la "nuova LVPA" (il cui patron lamenta disinteresse da parte di istituzioni, imprenditoria e tessuto sociale) a sua volta lascia Frascati e sposta la sede sociale a Roma-Settebagni, diventando Romana Football Club.
Il calcio tuscolano riparte pertanto dal Football Club Frascati, iscritto alla Prima Categoria, che nel giugno 2024 si avoca la denominazione LVPA Frascati.

## Colori e simboli

### Colori
Dalla sua fondazione fino al 2013 l'allora Lupa Frascati aveva come propri colori sociali il giallo e il rosso, che sono i colori della città di Frascati. Col cambio di denominazione in Lupa Roma le tinte vengono mutate e al giallo e il rosso vengono aggiunti il bianco e il celeste, i quali rappresentavano l'unione dei colori delle due principali squadre cittadine.

### Simboli ufficiali

#### Stemma
Lo stemma della Lupa Roma, adottato nel 2013 era uno scudo diviso in due da una striscia gialla e bianca; nella parte superiore è presente il disegno di una lupa su sfondo rosso e nella parte inferiore c'è il disegno di un'aquila su sfondo celeste. Questi due simboli messi insieme simboleggiano, così come per i colori, l'unione dei due maggiori club calcistici capitolini, ovvero la Roma e la Lazio. In alto era presente la denominazione societaria mentre in basso erano presenti le parole: Libertà, Uguaglianza, Passione, Amore. Al centro si trova un cerchio bianco con all'interno le lettere L ed R e gli anni 1974 (anno di fondazione della squadra) e 2013 (anno del cambio di denominazione in Lupa Roma).

#### Inno
L'inno ufficiale della squadra si intitolava Lupa Roma, di Antonio Delle Donne e Marco Canigiula.

## Strutture

### Stadio
Fino al 2013, con la denominazione LVPA Frascati, giocava a Frascati allo stadio VIII settembre. Dopo il trasferimento della sede nel quartiere Axa di Roma ha giocato in Serie D allo stadio Desideri di Fiumicino, inadeguato per la Lega Pro e quindi nelle stagioni dal 2014 al 2016 ha giocato allo stadio Quinto Ricci di Aprilia, con una capienza di 2.554 spettatori.
Nella stagione 2016-2017 si trasferisce allo stadio Olindo Galli di Tivoli con una capienza di 2.803 spettatori.
Nella stagione 2017-2018, tornata in serie D, si trasferisce a Roma, nel quartiere di San Basilio, allo stadio Francesca Gianni capace di circa 500 spettatori.
Nella stagione 2018-2019 cambia ancora impianto di gioco trasferendosi a Rocca Priora allo stadio Montefiore, contenente 500 posti.

## Società

### Sponsor
| Cronologia degli sponsor tecnici - fino al 2013 ... - 2013-2016 Erreà (allenamento) - 2016-2019 Legea | Cronologia degli sponsor ufficiali - fino al 2013 ... - 2013-2016 Seven One Solution - 2016-2017 Nessuno sponsor - 2017-2018 Asklepion - 2018-2019 Nessuno sponsor |

## Allenatori e presidenti
Di seguito l'elenco degli allenatori e dei presidenti dall'anno di fondazione a oggi.
- 1974-1975  Morè
- 1975-1978  Nevio Giacobbo
- 1978-1979  Guido Attardi
- 1979-1980  Marcello Neri
 Salvatore Franzelletti
- 1980-1984  Rutilio Filipponi
- 1984-1985  Piero Valanzuolo
- 1985-1986  Piero Valanzuolo
 Rutilio Filipponi
- 1986-1988  Rutilio Filipponi
- 1988-1989  Antonio Santinelli
- 1989-1996  Rutilio Filipponi
- 1996-2000  Marcello Pozzi
- 2000-2001  Andrea Scotini
- 2001-2003  Manolo Patalano
- 2003-2004  Manolo Patalano
 Pizzimenti
 Andrea Scotini
- 2004-2005  Manolo Patalano
- 2005-2006  Piero Di Iorio (precampionato)
 Botti (precampionato)
 Piero Di Iorio (1ª-4ª)
 Manolo Patalano (5ª-?ª)
 Stefano Ferretti (?ª-34ª)
- 2006-2008  Mario Apuzzo
- 2008-2009  Enzo Baiocco (1ª-18ª)
 Silvio Argenio (19ª-34ª e play-out)
- 2009-2010  Fabio Lucidi
- 2010-2011  Maurizio Promutico (precampionato)
 Daniele Persico (1ª-4ª)
 Sandro Pochesci (5ª-34ª)
- 2011-2012  Manolo Patalano
 Attilio Gregori
- 2012-2013  Claudio Valigi (1ª-16ª)
 Attilio Gregori (17ª-34ª)
- 2013-2015  Alessandro Cucciari
- 2015-2016  Alessandro Cucciari (1ª-9ª)
 Agenore Maurizi (10ª-16ª)
 Alessandro Cucciari (17ª-30ª)
 David Di Michele e  Angelo Quinzi (31ª-34ª e play-out)
- 2016-2017  David Di Michele (1ª-8ª)
 Agenore Maurizi (9ª-12ª)
 David Di Michele (13ª-38ª e play-out)
- 2017-2018  Gianluca Sgarra (1ª-15ª)
 Angelo Quinzi (16ª-34ª)
- 2018-2019  Marco Amelia

- 1974-1980  Franco Seguiti (amm. unico)
- 1980-1984  Giorgio Sale
- 1984-1989  Bruno Chiesa
- 1989-2004  Remo Buccella
- 2004-2005  Paolo Coppitelli
- 2005-2006  Paolo Coppitelli
 Dario Zanera[17]
 Paolo Cimini[18]
- 2006-2007  Paolo Cimini
- 2007-2008  Paolo Cimini
 Claudio Marziale[17]
- 2008-2009  Claudio Marziale
- 2009-2010  Claudio Marziale
 Massimiliano Ricci[19]
- 2010-2011  Massimiliano Ricci
- 2011-2012  Massimiliano Ricci
 Alberto Cerrai[20]
- 2012-2016  Alberto Cerrai
- 2016-2017  Pietro Rosato[21] (amm. unico)
 Gianni Salzano[22]
- 2017-2019  Gianni Salzano

## Palmarès

### Competizioni interregionali
- Serie D: 1

2013-2014 (girone G)

### Competizioni regionali
- Promozione: 1

1976-1977 (girone B)
- Eccellenza: 2

2002-2003 (girone B), 2006-2007 (girone B)
- Seconda Categoria: 1

1990-1991

### Competizioni giovanili
- Campionato regionale allievi: 1

1978-1979

### Altri piazzamenti
- Serie D:

Secondo posto: 1977-1978 (girone F)
- Eccellenza:

Secondo posto: 2010-2011 (girone B), Eccellenza (girone B)
Terzo posto: 2009-2010 (girone B)
- Promozione:

Secondo posto: 1996-1997 (girone D)
Terzo posto: 1975-1976 (girone A)
- Prima Categoria:

Secondo posto: 1984-1985, 1993-1994
- Seconda Categoria:

Terzo posto: 1989-1990
- Coppa Italia Dilettanti Lazio:

Finalista: 2009-2010
Semifinalista: 2006-2007, 2010-2011
- Scudetto Serie D:

Finalista: 2013-2014

## Statistiche e record

### Partecipazione ai campionati

#### Campionati nazionali
| Livello | Categoria  | Partecipazioni | Debutto   | Ultima stagione | Totale |
| ------- | ---------- | -------------- | --------- | --------------- | ------ |
| 3º      | Lega Pro   | 3              | 2014-2015 | 2016-2017       | 3      |
| 4º      | Serie D    | 4              | 1974-1975 | 2018-2019       | 6      |
| 4º      | Serie C2   | 2              | 1978-1979 | 1979-1980       | 6      |
| 5º      | Promozione | 2              | 1975-1976 | 1976-1977       | 9      |
| 5º      | Serie D    | 7              | 2003-2004 | 2013-2014       | 9      |

#### Campionati regionali
| Livello | Categoria         | Partecipazioni | Debutto   | Ultima stagione | Totale |
| ------- | ----------------- | -------------- | --------- | --------------- | ------ |
| I       | Promozione        | 4              | 1980-1981 | 1983-1984       | 14     |
| I       | Eccellenza        | 10             | 1997-1998 | 2011-2012       | 14     |
| II      | Prima Categoria   | 5              | 1984-1985 | 1988-1989       | 9      |
| II      | Promozione        | 4              | 1992-1993 | 1996-1997       | 9      |
| III     | Prima Categoria   | 2              | 1991-1992 | 1993-1994       | 4      |
| III     | Seconda Categoria | 2              | 1989-1990 | 1990-1991       | 4      |

### Partecipazione alle coppe
| Competizione                    | Partecipazioni | Debutto   | Ultima stagione | Totale |
| ------------------------------- | -------------- | --------- | --------------- | ------ |
| Coppa Italia Lega Pro           | 3              | 2014-2015 | 2016-2017       | 5      |
| Coppa Italia Semiprofessionisti | 2              | 1978-1979 | 1979-1980       | 5      |
| Coppa Italia Serie D            | 9              | 2003-2004 | 2018-2019       | 9      |
| Poule Scudetto                  | 1              | 2013-2014 | 2013-2014       | 1      |